# Vivian Goffette
Vivian Goffette (* um 1960) ist ein belgischer Filmregisseur und Drehbuchautor, der 1999 für einen Oscar für und mit seinem Kurzfilm La carte postale nominiert war.

## Biografie
Nach seinem Hochschul-Abschlussfilm Bruder Martin (1993) arbeitete Vivian als Regieassistent an verschiedenen Kino- und Fernsehfilmen mit. Bruder Martin handelt von Julien und einem verrückten alten Mann, der sich in seinem Zimmer eingeschlossen hat in der Überzeugung, der Zweite Weltkrieg sei wieder ausgebrochen. Der von Vivian 1998 inszenierte Kurzfilm La carte postale (1998) konnte zahlreiche Festivalpreise gewinnen. Zudem war Goffette für und mit dem Film für einen Oscar nominiert. Der Film zeigt einen Jungen, der genau an dem Tag eine von seinem Vater geschriebene Postkarte erhält, als er sich für die Beerdigung seines Vaters fertigmachen soll. Nun ist er davon überzeugt, sein Vater lebe noch. Der Oscar ging jedoch an Anders Thomas Jensen und Kim Magnusson und deren Film Wahlnacht. Der Film zeigt den verzweifelten Versuch eines Mannes, rechtzeitig zur Wahl zu erscheinen.
Es folgten die Filme Le centre du monde (2000) und Ce n’est pas un jeu (2007). Goffettes erster Spielfilm trägt den Titel Yam Dam und wurde 2013 veröffentlicht. Er bekam den Zuschlag für die Teilnahme an mehr als zwanzig Filmfestivals. Neben weiteren Preisen wurde er beim FIFF Namur auch mit dem Preis für den besten belgischen Film ausgezeichnet. Im Film geht es um einen kinderlosen Landtierarzt, der zusammen mit seiner Frau eine kleine Hilfsorganisation für Afrika gegründet hat. Als er im Internet Kontakt mit einer jungen Afrikanerin aufnimmt, die auf der Suche nach einem besseren Leben ist, hat das ungeahnte Folgen für ihn.
Goffettes zweiter Spielfilm, Les poings serrés, entstand 2022. Der Film thematisiert das Schicksal des kleinen Lucien, dessen Vater im Gefängnis ist. Als Luciens Großmutter stirbt, darf sein Vater an der Beerdigung teilnehmen. Er muss allerdings Handschellen tragen und von einem Polizeiaufgebot vor der Wut der Bevölkerung geschützt werden. Für Lucien ist das ein doppelt trauriger Tag, der in ihm einen Entschluss reifen lässt.

## Filmografie (Auswahl)
- 1992: Maigret (Fernsehserie; 2. Regieassistent) Staffel 1/Episode 2 Maigret chez les Flamands
- 1993: Bruder Martin (Kurzfilm; Drehbuch, Regie)
- 1993: L’ordre du jour (2. Assistent des Regisseurs)
- 1994: Balthazar (Kurzfilm; Zweiter Regieassistent)
- 1995: Un ange passe (Fernsehfilm; Zweiter Regieassistent)
- 1995: Le nez au vent (Zweiter Regieassistent)
- 1996–1999: Les Steenfort, maîtres de l'orge (Miniserie: 5 Folgen; Zweiter Regieassistent)
- 1997: Fürs Vaterland erschossen (Le pantalon; Zweiter Regieassistent)
- 1997: Eau (Kurzfilm; Zweiter Regieassistent)
- 1998: Louise et les marchés (Miniserie; Zweiter Regieassistent) Folge Marianne
- 1998: La carte postale (Kurzfilm; Autor, Regie)
- 1999: Le destin des Steenfort (Miniserie; Zweiter Regieassistent)
- 2000: Le centre du monde (Kurzfilm; Drehbuch, Regie)
- 2002: Echo (Kurzfilm; Erster Regieassistent)
- 2007: Ce n’est pas un jeu (This is not Gaume)
- 2013: Yam dam (Drehbuch, Regie)
- 2023: Les poings serrés (Drehbuch, Regie)

## Auszeichnungen (Auswahl)
- Uppsala International Short Film Festival 1998: Gewinner des Film Jackdaw für und mit La carte postale in der Kategorie „Bester Kurzfilm“
- Capalbio Cinema 1998: Gewinner für und mit La carte postale in der Kategorie „Bester Film“
- Algarve International Film Festival 1998: Nominiert für den Großen Preis der Stadt Portimão
- Brussels Film Festival (BRFF) 1998: Gewinner für und mit La carte postale in der Kategorie „Bester Belgischer Film“
- Festival du Court-Métrage de Clermont-Ferrand 1998: Gewinner des Spezialpreises der Jury für und mit La carte postale in der Kategorie „Internationaler Wettbewerb“
- Dresden Film Festival 1998: Gewinner für und mit La carte postale in der Kategorie „Internationaler Wettbewerb“
- Lille Short Film Festival 1999: Gewinner des TPS Cinema Award für und mit Le centre du monde in der Kategorie „Bester fremdsprachiger Film“ (Meilleur Film Étranger)
- Oscarverleihung 1999: Oscarnominierung für und mit La carte postale in der Kategorie „Bester Kurzfilm“
- Montréal World Film Festival 2013: Nominiert für den Golden Zenith für und mit Yam dam
- The Golden Linden International Film Festival 2014: Gewinner des Sonderpreises der Union der bulgarischen Filmemacher für und mit Yam dam in der Kategorie „Beste Regie“
- Namur International Festival of French-Speaking Film 2023: Nominiert für den Golden Bayard für und mit Les poings serrés in der Kategorie „Bester Film“
- Rome Film Fest 2023: Nominiert für den Alice in the City Preis für und mit Les poings serrés in der Kategorie „Bester Film K 12“
- Tallinn Black Nights Film Festival 2023: Nominiert für den Just Film Award für und mit Les poings serrés in der Kategorie „Bester Kinder- und Jugendfilm“
- Lighthouse International Film Festival 2024: Gewinner des Jury Award für und mit Les poings serrés in der Kategorie „Beste Geschichte“
- Buff International Film Festival 2024: Gewinner des Kinderfilmpreises der Stadt Malmö für und mit Les poings serrés in der Kategorie „Bester Film“
- Silk Road International Film Festival China 2024: Gewinner des Golden Silk Road Award für und mit Les poings serrés in der Kategorie „Bester Film“
- The Golden Linden International Film Festival 2024: Gewinner des Golden Linden Award für und mit Les poings serrés in der Kategorie „Bester Regisseur“
- International Film Festival for Children and Young Audience SchLiNGEL 2024: jeweils nominiert mit und für den Film Les poings serrés
  - für den MDR Special Award in der Kategorie „Bester internationaler Jugendfilm“
  - für den SLM Top Award in der Kategorie „Bester internationaler Spielfilm“
  - für den Award of the Junior Jury in der Kategorie „Bester internationaler Spielfilm in der Sparte Jugendfilm“
  - für den FIPRESCI Jury Preis in der Kategorie „Bester internationaler Spielfilm“
  - für den Preis der Ökumenischen Jury in der Kategorie „Bester internationaler Spielfilm“